# Ernst Kunik
Ernst Eduard Kunik (i Ryssland kallad Arist Aristovitj Kunik), född 14 oktober 1814 i Liegnitz, död 30 januari (gamla stilen: 18 januari) 1899 i Sankt Petersburg, var en tysk-rysk historiker och arkeolog.
Kunik inträdde 1844 i ryska vetenskapsakademiens tjänst och betroddes av den arkeografiska kommissionen med viktiga utgivningsarbeten; han blev även kustos vid Eremitaget. Hans arbeten behandlar företrädesvis Rysslands äldsta historia och etnografi; i Jakob Grimms anda använde han i vidsträckt mån filologin som hjälpvetenskap. 
Med sitt viktigaste arbete, Die Berufung der schwedischen Rodsen durch die Finnen und Slawen (1844), framträdde han som anhängare av den sedermera omstridda, men vetenskapligt hållbara normanniska teorin om det ryska rikets grundande. För övrigt sysslade han med Rysslands lärdomshistoria under 1700-talet.
Kunik invaldes 1861 som utländsk korresponderande ledamot av Vitterhets-, historie- och antikvitetsakademien.